# Holger Görg
Holger Görg (* 1970) ist ein deutscher Ökonom. Er ist Inhaber des Lehrstuhls für Außenwirtschaft an der Christian-Albrechts-Universität zu Kiel und Programmkoordinator für “International Economics and International Economic Policy” und Leiter der Forschungsgruppe “Global Division of Labour” am Institut für Weltwirtschaft (IfW). Holger Görg zählt zu den führenden, bekanntesten und veröffentlichungsstärksten internationalen Ökonomen.

## Leben und Werk
Holger Görg studierte von 1990 bis 1994 an der Fachhochschule Worms (University of Applied Sciences) und erhielt dort seinen ersten akademischen Grad. Er führte anschließend seine Studien an dem University College Galway fort und erhielt 1996 an der University of Dublin den postgradualen Abschluss Master of Letters (M.Litt). Er promovierte an der University of Dublin und erhielt 1999 den "Ph.D. in Economics". Sein Forschungsschwerpunkt liegt in Internationaler Ökonomie, Globalisierung, Multinationalen Unternehmen, Outsourcing und Mikroökonomik. Während die meisten Globalisierungsforscher mit Makrodaten arbeiten, basieren seine Forschungen, Analysen und Handlungsempfehlungen verstärkt auf mikrofundierten Analysen und Mikrodaten. Auf Grund der Realitätsnähe von Mikrodaten lassen sich bessere Handlungsempfehlungen für die Politik ableiten. Er gehört zu den Top 5 Prozent des Autorenrankings in RePEc. Holger Görg gilt als einer der veröffentlichungsstärksten internationalen Ökonomen.

## Auszeichnungen
- 2003: III Uni2 European Economy Forschungspreis verliehen von European Economy Group an der Universidad Complutense de Madrid
- 2004: Auszeichnung für das beste Workingpaper, präsentiert auf der 6. International German Socio-Economic Panel User Conference, Berlin
- 2009: Gossen-Preis des Vereins für Sozialpolitik[4]
- 2011: CESifo Ranking of economists, Deutschland Platz 15

## Beratungstätigkeit
Görg war für zahlreiche Organisationen als Berater tätig, unter anderem für:
- Weltbank, 2011
- OECD, 2010–2011
- UN-Internationale Arbeitsorganisation, 2010
- International Trade Canada, 2010
- Weltbank, 2007–2008
- Europäische Zentralbank, 2006–2007
- Europäische Kommission, 2006
- Department of Trade and Industry (DTI) und UK Trade & Investment (UKTI), 2005–2006
- Forfás und IDA Ireland, 2003–2004
- Inter-American Development Bank, 2002
- UN-Wirtschaftskommission für Europa, 2001–2002
- Forfás, 2001

## Veröffentlichungen
Holger Görg gilt als einer der veröffentlichungsstärksten Ökonomen überhaupt. Er veröffentlichte Sammelbände, eine Vielzahl von Publikationen und Workingpaper, politische Studien und Kommentare in Zeitungen wie dem Handelsblatt, der Süddeutschen Zeitung, der Wirtschaftswoche und der Financial Times Deutschland. Seine Publikationen wurden u. a. in renommierten Fachzeitschriften wie European Economic Review, European Economic Review, Journal of Economic Behavior & Organization, Oxford Economic Papers, Economica, Economic Inquiry, Scandinavian Journal of Economics und Canadian Journal of Economics veröffentlicht.
Politische Studien
- The economic impact of offshoring, Norwich Union, London, 2008
- Evaluating the proposed change in corporate taxation on inward FDI in Northern Ireland, Economic Research Institute of Northern Ireland, Belfast, 2006
- Empirical study of links between exporting and business investment in innovation, UK Trade & Investment, London, 2006
- Quantitative analysis and linked micro-data study of UKTI services, UK Trade & Investment, London, 2005
- Longitudinal microdata study of selected DTI business support programmes, Department of Trade & Industry, London, 2005
- An empirical analysis of business sector R&D activities, Forfás, Dublin, 2004
- EBPF/BDL Microdataset peer review, Department of Trade & Industry and Office for National Statistics, London
- International patterns of foreign direct investment - Putting Ireland in perspective, Forfás and IDA Ireland, Dublin, 1996
- Nachfrageanalyse für das geplante Freizeitbad der Stadt Worms, Stadtwerke Worms, Worms, 1994